# 科维萨尔站
科维萨尔站（法語：Corvisart）是巴黎地鐵的一個車站，得名于纪念法国医生让-尼古拉·科维萨尔的科维萨尔路。科维萨尔站位於巴黎13區，是巴黎地鐵6號線的一個車站。科维萨尔站開業於1906年4月24日，開業當時是巴黎地鐵2號線南線的車站。車站靠近鵪鶉之丘和巴黎高等電信學校。

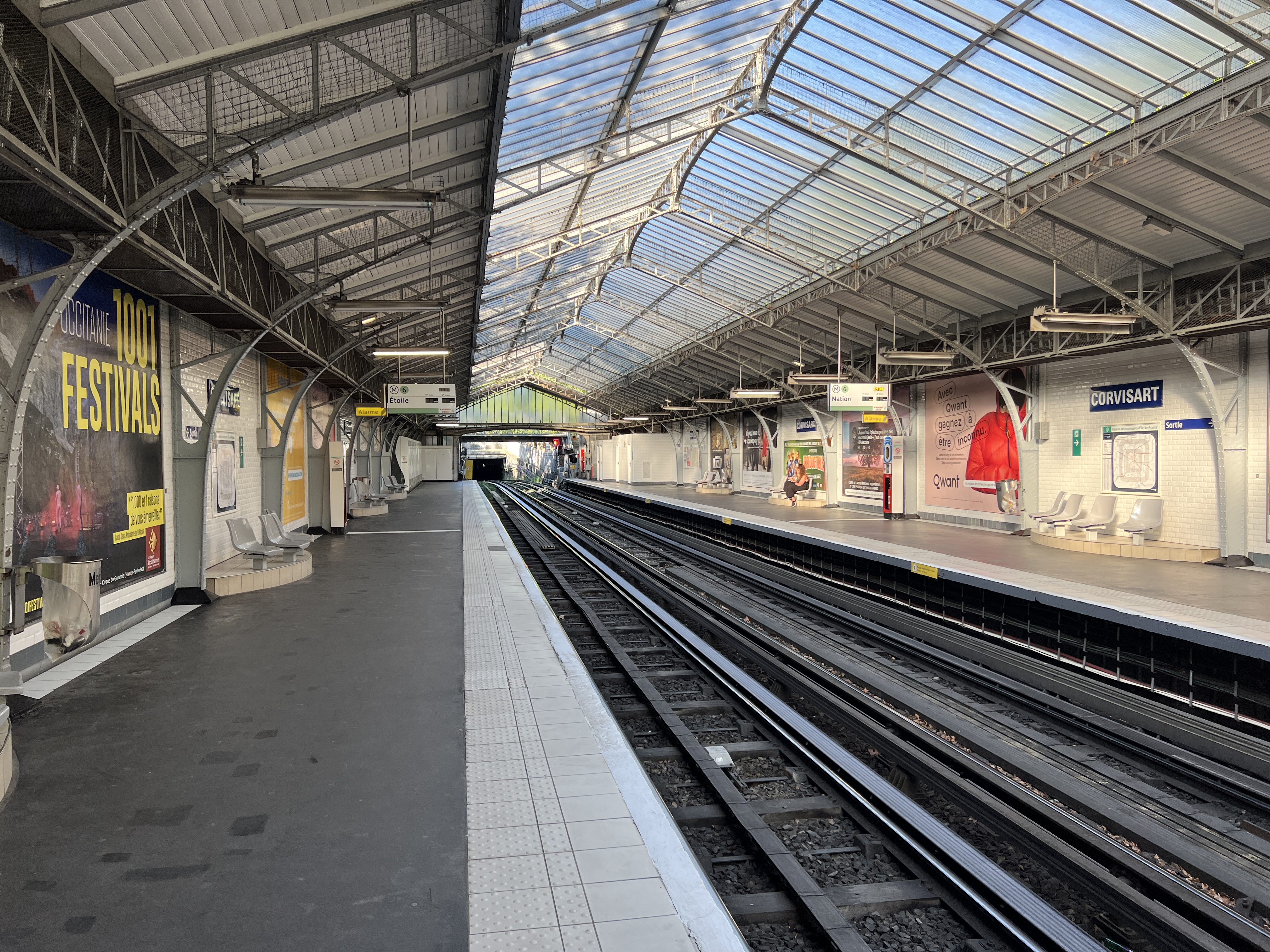
月台（2022年7月）

## 車站結構
| 月台層 | 側式月台，右側開門 | 側式月台，右側開門         |
| 月台層 | 往夏爾·戴高樂-星形 | 往夏爾·戴高樂-星形（冰庫） |
| 月台層 | 往民族             | 往民族（意大利廣場）       |
| 月台層 | 側式月台，右側開門 |                            |
| 1F     | 月台連接夾層       |                            |
| 街道層 |                    |                            |